# Kanton Percy
Der Kanton Percy war von 1790 bis 2015 ein französischer Wahlkreis im Arrondissement Saint-Lô, im Département Manche und in der Region Normandie; sein Hauptort war Percy.

## Gemeinden
Der Kanton bestand aus zwölf Gemeinden:
| Gemeinde           | Einwohner Jahr | Fläche km² | Bevölkerungsdichte | Code INSEE | Postleitzahl |
| ------------------ | -------------- | ---------- | ------------------ | ---------- | ------------ |
| Beslon             | 556 (2013)     | –          | – Einw./km²        | 50048      | 50800        |
| Le Chefresne       | 297 (2013)     | –          | – Einw./km²        | 50128      | 50410        |
| La Colombe         | 623 (2013)     | –          | – Einw./km²        | 50137      | 50800        |
| Le Guislain        | 122 (2013)     | –          | – Einw./km²        | 50225      | 50410        |
| La Haye-Bellefond  | 84 (2013)      | –          | – Einw./km²        | 50234      | 50410        |
| Margueray          | 135 (2013)     | –          | – Einw./km²        | 50291      | 50410        |
| Maupertuis         | 133 (2013)     | –          | – Einw./km²        | 50295      | 50410        |
| Montabot           | 276 (2013)     | –          | – Einw./km²        | 50334      | 50410        |
| Montbray           | 370 (2013)     | –          | – Einw./km²        | 50338      | 50410        |
| Morigny            | 88 (2013)      | –          | – Einw./km²        | 50357      | 50410        |
| Percy-en-Normandie | 2.628 (2013)   | –          | – Einw./km²        | 50393      | 50410        |
| Villebaudon        | 326 (2013)     | –          | – Einw./km²        | 50637      | 50410        |